# User Group
User Group (с англ. — «юзер группа», «группа пользователей») — это неформальное объединение (клуб) специалистов, связанных общими технологическими интересами, обычно (но не всегда) компьютерными, место встреч и общения технических специалистов, организационно и технологически активных людей.
Такие сообщества, как правило, абсолютно открыты, любой может стать участником, зарегистрировавшись на сайте или придя на встречу.

## История
Группы пользователей появились в первые дни мэйнфреймов, в качестве способа обмена знаниями (иногда полученными с большим трудом) и полезным программным обеспечением, как правило, написанным конечными пользователями, независимо от поставщиков ПО. Первой возникла SHARE (share.org), группа корпоративных пользователей мэйнфреймов IBM в области аэрокосмической промышленности.
DECUS, сообщество пользователей DEC, основанное в 1961, во времена своего расцвета было тесно связано с зарождающейся хакерской культурой. (В настоящее время оно стало частью группы пользователей Hewlett-Packard).
Число пользовательских групп начало множиться во времена микрокомпьютерной революция в конце 1970-х и начале 1980. Любители объединились, чтобы помогать друг другу с программированием, настройкой и использования аппаратного и программного обеспечения. До тех пор, пока не появилась всемирная паутина, получить техническую помощь, связанную с компьютерами, зачастую, было обременительно, а компьютерные клубы охотно предоставляли бесплатную техническую поддержку.

## Деятельность
Группа пользователей может организовывать для своих членов (а иногда и широкой общественности):
- периодические собрания
- ежегодные (или более редкие) конференции пользователей
- лекции
- информационный бюллетень
- информационную библиотеку
- архив ПО
- «присутственные места» в сети, такие как BBS или интернет сайты
- «барахолки»
- техподдержку
- различные общественные мероприятия

Группы пользователей могут быть организованы вокруг конкретной марки оборудования (IBM, Macintosh), неких программ и операционных систем (Linux, Microsoft Windows, Clipper) или целого ряда взаимосвязанных технологий (технологии Google). Реже они могут быть посвящена устаревшим системам или историческим компьютерам, таким как ZX Spectrum, Apple II, PDP-11.
В России наиболее активны и организованы группы пользователей Linux (англ. Linux User Group, LUG). В последнее время набирают популярность группы пользователей технологий Google (англ. Google Technology User Group, GTUG). Так же можно найти русскоязычные группы пользователей таких систем и технологий, как TeX (англ. Tex User Group, TUG), Java (англ. Java User Group, JUG), .NET, программных продуктов компании Autodesk, Adobe Flash, системы компьютерной алгебры GAP и др.